# Situlaspis atriplicis
Situlaspis atriplicis är en insektsart som först beskrevs av Ferris 1919.  Situlaspis atriplicis ingår i släktet Situlaspis och familjen pansarsköldlöss. Inga underarter finns listade i Catalogue of Life.